# Xalets Roure
Els Xalets Roure és una obra d'Argentona (Maresme) protegida com a Bé Cultural d'Interès Local.

## Descripció
Grup d'habitatges entre mitgeres, de planta baixa, construïts esglaonadament de dos en dos, amb petit jardí al davant, l'interés del qual radica en la tipologia del seu agrupament i els espais lliures que genera.
El seu promotor fou el sr. Domingo Soler Soler.
Són interessants les reixes exteriors de ferro forjat amb representacions florals geomètriques.